# كريسزتيان بارس
كريسزتيان بارس (بالمجرية: Pars Krisztián)‏ مواليد 18 فبراير 1982 في المجر، هو رامي مطرقة مجري. أفضل رقم شخصي له هو 82.69 م. شارك في دورة الألعاب الأولمبية وحصل على الميدالية الذهبية. سبق أن فاز بالميدالية الذهبية في بطولة أوروبا لألعاب القوى.

## سجل المنافسة
| العام      | المسابقة                                  | المكان                | المركز     | ملاحظة         |            |
| يمثل المجر | يمثل المجر                                | يمثل المجر            | يمثل المجر | يمثل المجر     | يمثل المجر |
| ---------- | ----------------------------------------- | --------------------- | ---------- | -------------- | ---------- |
| 1999       | بطولة العالم للشباب لألعاب القوى 1999     | بيدغوشتش، بولندا      | 1          | 74.76 م (5 كج) |            |
| 2003       | بطولة أوروبا لألعاب القوى تحت 23 سنة 2003 | بيدغوشتش              | 1          | 77.25 م        |            |
| 2004       | الألعاب الأولمبية الصيفية 2004            | أثينا، اليونان        | 4          | 78.73 م        |            |
| 2004       | نهائي ألعاب القوى العالمي 2004            | ، المجر               | 3          | 79.17 م        |            |
| 2005       | بطولة العالم لألعاب القوى 2005            | هلسنكي، فنلندا        | 5          | 78.03 م        |            |
| 2005       | نهائي ألعاب القوى العالمي 2005            | ، المجر               | 5          | 78.32 م        |            |
| 2006       | بطولة أوروبا لألعاب القوى 2006            | غوتنبرغ، السويد       | 6          | 78.34 م        |            |
| 2006       | نهائي ألعاب القوى العالمي 2006            | شتوتغارت، ألمانيا     | 3          | 80.41 م        |            |
| 2007       | بطولة العالم لألعاب القوى 2007            | أوساكا                | 5          | 80.93 م        |            |
| 2007       | نهائي ألعاب القوى العالمي 2007            | شتوتغارت، ألمانيا     | 2          | 78.42 م        |            |
| 2008       | الألعاب الأولمبية الصيفية 2008            | بكين، الصين           | 4          | 80.96 م        |            |
| 2008       | نهائي ألعاب القوى العالمي 2008            | شتوتغارت، ألمانيا     | 2          | 79.37 م        |            |
| 2009       | بطولة العالم لألعاب القوى 2009            | برلين                 | 4          | 77.45 م        |            |
| 2009       | نهائي ألعاب القوى العالمي 2009            | سالونيك               | 3          | 77.49 م        |            |
| 2010       | بطولة أوروبا لألعاب القوى 2010            | برشلونة، إسبانيا      | 3          | 79.06 م        |            |
| 2011       | بطولة العالم لألعاب القوى 2011            | دايغو، كوريا الجنوبية | 2          | 81.18 م        |            |
| 2012       | بطولة أوروبا لألعاب القوى 2012            | هلسنكي، فنلندا        | 1          | 79.72 م        |            |
| 2012       | الألعاب الأولمبية الصيفية 2012            | لندن، المملكة المتحدة | 1          | 80.59 م        |            |
| 2013       | بطولة العالم لألعاب القوى 2013            | موسكو، روسيا          | 2          | 80.30 م        |            |
| 2014       | بطولة أوروبا لألعاب القوى 2014            | زيورخ، سويسرا         | 1          | 82.69 م        |            |
| 2015       | بطولة العالم لألعاب القوى 2015            | بكين                  | 4          | 77.32 م        |            |

## روابط خارجية
- كريسزتيان بارس على موقع الاتحاد الدولي لألعاب القوى (الإنجليزية)
- كريسزتيان بارس على موقع الاتحاد الأوروبي لألعاب القوى (الإنجليزية)
- كريسزتيان بارس على موقع الدوري الماسي (الإنجليزية)
- كريسزتيان بارس على موقع اللجنة الأولمبية الدولية (الإنجليزية)
- كريسزتيان بارس على موقع أوليمبيديا (الإنجليزية)
- كريسزتيان بارس على موقع اللجنة الأولمبية المجرية (الهنغارية)